# Nizar Issaoui
Nizar Issaoui (arabe : نزار العيساوي), né le 30 septembre 1987 à Haffouz (gouvernorat de Kairouan) et mort le 13 avril 2023 à Ben Arous, est un footballeur tunisien évoluant au poste d'attaquant du début des années 2010 au début des années 2020. Il meurt par immolation en avril 2023 en signe de protestation politique.

## Biographie

### Carrière
Durant la saison 2013-2014, Issaoui évolue à La Palme sportive de Tozeur. Par la suite, il est transféré à l'Union sportive monastirienne avant de rejoindre l'El Gawafel sportives de Gafsa en 2015. Il est titularisé dans un total de 36 matchs de première division.

### Immolation
Le 13 avril 2023, il explique sur le réseau social Facebook avoir été accusé à tort de terrorisme alors qu'il se rendait dans un commissariat de police d'Haffouz pour porter plainte contre un marchand vendant des bananes à dix dinars, soit le double du prix légal,. Quelques heures plus tard, il s'immole par le feu en protestation face à cette injustice policière. Rapidement transféré à l'hôpital des grands brûlés de Ben Arous, il ne survit pas à sa brûlure au troisième degré. Ses funérailles qui ont lieu le lendemain à Haffouz sont le théâtre de manifestations.

## Vie privée
Nizar Issaoui laisse derrière lui quatre enfants.